# Medaile 40. výročí socialistického Bulharska
Medaile 40. výročí socialistického Bulharska (bulharsky: Медал "40 години Социалистическая България") bylo vyznamenání Bulharské lidové republiky založené roku 1984. Byla plošně udělena jako pamětní medaile ale i jako medaile za zásluhy o budování státu dopředu pečlivě vybraným lidem.

## Historie a pravidla udílení
Medaile byla založena výnosem Národního shromáždění  č. 2383 ze dne 27. července 1984 na památku 40. výročí založení Bulharské lidové republiky. Udělena byla občanům Bulharska i cizím státním příslušníkům za podílení se na budování státu a jako pamětní medaile. Medaile byly vyráběny ve státní mincovně v Sofii.

## Insignie
Medaile měla pravidelný kulatý tvar o průměru 34 mm a byla vyrobena z tombaku. Na přední straně byla pěticípá hvězda. Na ní byla položena mapa Bulharské lidové republiky. Uprostřed mapy byl na zadních nohách stojící bulharský lev.
Na zadní straně byl uprostřed věnec tvořený dvěma vavřínovými ratolestmi. Nad místem křížení větviček byla malá pěticípá hvězda. Uprostřed věnce byl nápis 40 ГОДИНИ (40 let). Při vnějším obvodu medaile byl v kruhu nápis v cyrilici СОЦИАЛИСТИЧЕСКА БЪЛГАРИЯ (socialistické Bulharsko).
Stuha pokrývala kovovou destičku ve tvaru pětiúhelníku, ke které byla medaile připojena jednoduchým kroužkem. Stuhu tvořily čtyři skupiny po třech úzkých proužcích v barvách bulharské vlajky, tedy v barvách bílé, zelené a červené.
Medaile byla nošena nalevo na hrudi.